# Златополь (Днепропетровская область)
Златополь (укр. Златопіль) — село, Новопольский сельский совет, Криворожский район, Днепропетровская область, Украина.
Код КОАТУУ — 1221884703. Население по переписи 2001 года составляло 141 человек.

## Характеристика
Село Златополь примыкает к сёлам Новомайское и Коломийцево, на расстоянии в 1 км находятся сёла Новополье и Степовое. По селу протекает пересыхающий ручей с запрудой. Рядом проходят автомобильная дорога Н-11 и Т-0434 и железная дорога, станция Кривой Рог-Сортировочный в 1,5 км.